# Pfinztal
Pfinztal je općina u njemačkoj pokrajini Baden-Württemberg, u okrugu Karlsruhe. Sa 17.999 stanovnika najnaseljenija je općina okruga. Nalazi se istočno od Karlsruhea i praktički je njegovo predgrađe.

## Stanovništvo
Pfinztalovih 17.999 stanovnika živi u četiri naselja: Berghausenu, Kleinsteinbachu, Söllingenu i Wöschbachu.

## Ugovori o partnerstvu
- Leerdam, Nizozemska
- Rokycany, Češka

## Vanjske poveznice
- Službena stranica (njem.)

### Ostali projekti
|  | Zajednički poslužitelj ima još gradiva o temi Pfinztal |